# Uit elkaar (Yes-R)
Uit elkaar is een single van de Nederlandse rapper Yes-R uit 2008. Het stond in hetzelfde jaar als elfde track op het album Zakenman II, waar het de tweede single van is, na Groupie love.

## Achtergrond
Uit elkaar is geschreven door Yesser Roshdy en geproduceerd door FBIBeats. Het is een nederhoplied dat gaat over een relatiebreuk. Het nummer is autobiografisch, Yes-R kwam net uit een relatiebreuk na een drie jaar lange relatie. Hierover vertelde de zanger zelf: “Uit elkaar is geschreven in de puurste vorm. Mijn hart was op dat moment gebroken. Ik had een relatie van drie jaar en we gingen net samenwonen toen het uit ging. Het was best wel heftig. Ik was heel jong en dacht dat mijn wereld verging.” De single heeft in Nederland de platina status.

## Hitnoteringen
Het lied had succes in Nederland. Het piekte in zowel de Top 40 als de Single Top 100 op de veertiende plaats. Het stond dertien weken in de Single Top 100 en zes weken korter (zeven weken) in de Top 40.